# Eurovans
Les Eurovans són una família de grans MPVs de les marques Citroën, Peugeot, Fiat i Lancia, produïdes a una fàbrica de manera conjunta, propietat de Sevel Nord a França. Van ser llançades al març de 1994, i la producció va cessar al novembre de 2010 per als models de Lancia i Fiat, tot i que continua per les germanes de Citroën i de Peugeot.